# Ірвінг Гоффман
Ірвінг Гоффман (англ. Erving Goffman) — американський соціолог, письменник, антрополог.
Основний напрям його досліджень — символічні взаємодії у межах драматургійного підходу. Початком досліджень вважається 1959 рік — рік публікації «Презентація себе у повсякденному житті» ("The Presentation of Self in Everyday Life").
73-й президент Американської соціологічної асоціації у 1982 році.
Гоффман працював на стику різних наукових дисциплін і тому його називають не лише соціологом, але й представником психології, філософії, психіатрії та багатьох суміжних галузей, близьких до різних наук.
Одним із перших Гоффман почав вивчати міжособистісні взаємодії, детально розробив «драматургійний підхід» до міжособистісних взаємодій і представив багато концепцій, що стали його значним внеском у соціологію. Гоффман відрізняється від багатьох видатних соціологів тим, що після його смерті його вплив на дослідницьку думку та діяльність у галузі соціології неухильно зростав.

## Біографія

### Дитинство
Народився 11 червня 1922 року в Менвілі, провінція Альберта, Канада у родині Макса та Анни Гоффманів — українських євреїв, які виїхали до Канади на початку XX століття. Його старшою сестрою була відома акторка Франсіс Бей.

### Освіта
Середню освіту здобув у St.John's Technical High School у Вінніпезі.
1939 рік — вступив до Університету Манітоби на спеціальність «Хімія».
Перервав навчання і перебрався до Оттави, щоб працювати в Канадській національній раді кінематографії.
Під впливом знайомства з соціологом Деннісом Ронго вирішив перевестися до Університету Торонто, у якому 1945 року отримав ступінь бакалавра соціології та антропології.
Незабаром вступив до Чиказького Університету, 1949-го отримав ступінь магістра з соціології, а 1953-го захистив докторську дисертацію, для написання якої він провів рік на одному з невеликих Шетландських островів, збираючи матеріал про місцеве ізольоване співтовариство.

### Кар'єра
1952—1954 р.р. Гоффман був молодшим науковим співробітником на факультеті соціології Чиказького Університету.
З 1954 до 1957 року— науковий співробітник Національного інституту психічного здоров'я в Бетесді, штат Меріленд.
1958 року Гоффман перейшов у Каліфорнійський університет в Берклі, півтора року пропрацював помічником викладача, 1959 року сам зайняв посаду викладача, а 1962 року став професором соціології і залишався ним до 1968 року.
Потім Гоффман переїхав до Філадельфії і став професором антропології та соціології в Пенсильванському університеті, обіймав цю посаду з 1969 до 1982 року.

### Сім'я
Гоффман був двічі одружений, мав двох дітей, сина та доньку. Його перша дружина була психологом. Наклала на себе руки.

### Смерть
Він помер від раку шлунка 19 листопада 1982 року, у віці 60-ти років, у Філадельфії, штат Пенсільванія.

## Гоффман і соціологія
Теоретична діяльність Гоффмана справила значний вплив на подальший розвиток соціологічної теорії. Основними його внесками вважають розробку «драматичного підходу» до вивчення соціальних взаємодій (започаткована книгою «The Presentation of Self in Everyday Life» 1959 року), першість у дослідженні безпосередніх взаємодій, розвиток мікрорівня соціологічної теорії.

## Основні праці
- 1959: The Presentation of Self in Everyday Life (Презентація себе в повсякденному житті)
- 1961: Asylums: Essays on the Social Situation of Mental Patients and Other Inmates (Психлікарні: Есе про соціальне становище психічно хворих та інших ув'язнених)
- 1961: Encounters: Two Studies in the Sociology of Interaction — Fun in Games & Role Distance (Зустрічі:  дослідження соціології взаємодії — веселощі в іграх і рольова дистанція)
- 1963: Behavior in Public Places: Notes on the Social Organization of Gatherings (Поведінка в громадських місцях: Записки про соціальну організацію зібрань)
- 1963: Stigma: Notes on the Management of Spoiled Identity (Стигма: Примітки щодо управління зіпсованою ідентичністю)
- 1967: Interaction Ritual: Essays on Face-to-Face Behavior (Ритуал взаємодії: Нариси поведінки віч-на-віч)
- 1969: Strategic Interaction (Стратегічні взаємодії)
- 1971: Relations in Public: Microstudies of the Public Order (Відносини у суспільстві: Мікродослідження громадського порядку)
- 1974: Frame analysis: An essay on the organization of experience (Рамковий аналіз: Есе про організацію досвіду)
- 1979: Gender Advertisements (Реклами ґендеру)
- 1981: Forms of Talk (Форми розмови)

## Вибрані праці

### Asylums: Essays on the Social Situation of Mental Patients and Other Inmates (Притулки)
Праця «Притулки» складається з чотирьох есеїв. У першому есеї «До Характеристик тотальних інститутів» Гоффман дає загальний опис життя в таких установах, демонструє два приклади мимовільного членства в них — психіатричні лікарні та в'язниці. Другий есей, «Моральна кар'єра психічнохворого», акцентує на початкових ефектах інституціоналізації на попередні соціальні взаємозв'язки ув'язненого. Третій есей, «Приховане життя державної установи», стосується пристосування ув'язненого до своєї клітки, способи представлення в інституті. В останньому есеї, «Медична модель і психічна госпіталізація», описується роль персоналу в поясненні ув'язненому фактів його ситуації.
Тотальні інститути можна поділити на п'ять видів. До першого належать інститути, покликані доглядати за людьми з обмеженими можливостями, які не здатні доглядати за собою і не є небезпечними для суспільства — будинки для літніх, сліпих, сиріт та бідних. До другого виду належать установи, покликані допомогти людям, які не можуть доглядати за собою та є загрозою для суспільства, хоча й ненавмисною: лепрозорії, психіатричні лікарні, госпіталі для хворих на туберкульоз. Третій вид тотальних інститутів створений для захисту суспільства від тих, хто може бути небезпечним — концентраційні табори, в'язниці, виправні колонії. Четвертий вид — це інститути, створенні для провадження різних робіт для людей, які виправдовують себе саме за допомогою праці — армійські казарми, судна, школи-інтернати. Нарешті є такі установи, які наче відступають від суспільства, як правило, вони пов'язані з релігією. Наприклад, абатства, монастирі.

### Stigma: Notes on management of spoiled identity (Стигма: замітки з керування зіпсованою ідентичністю)
Основною метою Гоффмана було розглянути функціонування стигматизованих людей та нормальних під час так званих «змішаних контактів» (mixed contacts).
Стигма — це певний знак, щось незвичне для людини, що дає можливість індивідам без стигми судити про моральний статус носія стигми. Зазвичай вживається в негативному значенні та виражається в нього у вигляді певного дефекту, недоліку. Можна виділити 3 основні групи стигм: фізичні дефекти, вроджені (tribal) та такі, що мають індивідуальний характер, як, наприклад, психічні розлади, або просто найбільш яскраво виражені вади характеру.
Змішані контакти — така ситуація, яка виявляється у випадку, коли стигма (або її причина) повинна бути помітна обом сторонам. Причому ця ситуація є невигіднішою для носія стигми, оскільки він хвилюється, як його сприйматимуть; окрім цього, підвищена увага до його стигми переводить страх та сором із розряду «в його уяві» до «можливо здійсненного». Внаслідок цього він будує свої захисні позиції: або нападає, або ще більше закривається в собі — в обох випадках нормальний сприймає це як надреакцію (over-reaction). Але з іншого боку, такі ситуації є звичнішими для носія стигми, тому він більшою мірою може володіти ситуацією.
Соціальна ідентичність — можливість визначення незнайомця до якоїсь певної групи тільки за його зовнішнім виглядом. Розрізняють такі поняття, як віртуальна соціальна (те, що приписують носієві стигми) та реальна соціальна ідентичність (те, що йому насправді властиве).
Окрім соціальної ідентичності існує також персональна (особиста) ідентичність, яка є частиною соціальної ідентичності. Це належність індивіда до певної категорії людей з огляду на набір його ролей, соціальну інформацію та символи, через які вона проявляється, біографію індивіда та стигми, які є закріпленою частиною персональної ідентичності.
«Нормальні люди» — це індивіди, що не є носіями стигми.
Виділяють дві групи людей, прихильних до носіїв стигми: свої (own) та мудрі (wise). Щодо першої: це люди, що є членами певної групи — носія стигми. У них зазвичай виділяють представників або представництва — люди або групи людей, що спрямовані «насаджувати» соціуму лояльне ставлення до цієї групи. Серед своїх також виділяють людей, які колись були членами групи носіїв стигми, але позбулися стигми, залишившись лояльними до групи. Інша категорія — мудрі (wise). Здебільшого це або працівники спеціальних організацій допомоги, або ті, що співвідносяться з носіями через соціальну структуру (наприклад родина). Важливо зауважити, що відносини між мудрими та носіями стигми не найлегші, оскільки в цьому випадку група носіїв стигми або окремі індивіди повинні прийняти нормального.
Також розглядається процес соціалізації індивіда — носія стигми, що складається з декількох фаз: перша — пізнання моделей та норм поведінки нормальних індивідів, друга — власне пізнання своєї відмінності від нормальних через стигму. Залежно від проходження цього процесу виділяють 4 основні моделі подальшого розвитку: 1 — якщо стигма вроджена та соціалізація відбувається нормальним шляхом — прийняття своєї невідповідності; 2 — якщо під час соціалізації індивіда намагалися відгородити від зовнішнього світу (опіка сім'ї); 3 — якщо стигма в індивіда з'явилася в процесі життя та йому довелося змиритися з нею; 4 — якщо індивід виховувався в іншому колі (наприклад, табір циган тощо).
Як продовження процесу соціалізації додається ще одна фаза — перехід (passing). Існує коло переходу з шістьма фазами: випадковий перехід — ненавмисний перехід — перехід заради розваги — перехід під час незапланованих частин соціального циклу — під час щоденної рутини — і, нарешті, «зникнення», як повне проходження через усі сфери життя. Важливим є те, що цей цикл можна перервати на будь-якій фазі і він почнеться з початку. Вважається, що процес переходу — серйозний психологічний удар для носія стигми, оскільки в процесах переходу він буде розриватися між почуттям відчуження від старої групи (фази переходу) і новою.

### Forms of Talk
Forms of Talk було повністю опубліковано 1981 року, проте перші три розділи свого часу вийшли друком як окремі статті, а два останні були представлені широкому загалу вперше, загалом же, написання праці припало на період з 1974 до 1980 року.
Replies and Responses розвиває підхід Гоффмана до діалогічної (спрямованої на зовнішнього слухача) розмови як вияву соціальної взаємодії, у якій він вбачає структурне підґрунтя будь-яких форм розмови.
Втім, Гоффман визнає існування класу розмов або їхніх елементів, які не мають чіткого спрямування на певного зовнішнього слухача і справляють враження розмов із самим собою. Власне, другий розділ — Response Cries — присвячений трьом формам цього, зазвичай засуджуваного, явища: саморозмовам (self-talk), вигукам і прокльонам, та response cries — вигукам-відповідям, що не є повноцінними словами, а також умовам, за яких такі явища є прийнятними.
У межах response cries Гоффман вирізняє кілька основних видів:
1. відображення переміщення — зазначення змін навколишнього середовища внаслідок переміщення особи у фізичному просторі;
2. вигуки втрати/помилки — результат втрати контролю над навколишньою реальністю внаслідок власних недолугих дій особи;
3. свідчення переляку;
4. вигуки, що позначають огиду;
5. «напружене рохкання» — звуки, що супроводжують переміщення особою об'єктів значної ваги у фізичному просторі;
6. вигуки болю;
7. сексуальні стогони;
8. floor cues;
9. звуки тріумфу.

Третій розділ Footing, подібно до першого розділу, присвячений проблематиці буденних і звичайних суперечок, так званих «природних розмов».
The Lecture
Аналіз лекції як різновиду інституалізованої розмови має починатися, за Гоффманом, з її зовнішнього оформлення — тобто структурування простору, у якому вона відбуватиметься — розділення приміщення на зони доповідачів та слухачів, відповідне меблеве наповнення кожної із зон тощо. За цим слідує вже драматургічний аспект лекції — залучення, утримання уваги аудиторії є запорукою успіху лекції, натомість їх відсутність обов'язково призводить до її провалу. Класичним прикладом лекції є лекція університетського штибу, проте можливе залучення специфічних доповідачів, як і специфічної аудиторії, проте будь-які відхилення від університетської лекції не є принциповими і легко редукуються до її стану.
Radio Talk
Специфікою радіо-розмови є просторова ізоляція мовця та слухачів і, відповідно, неспроможність бачити одне одного і підтримувати зоровий контакт. Велика кількість специфічних особливостей радіо-розмов спричинена значною кількість техніки, що є необхідною для радіомовлення. Вихід з ладу програвачів, мікрофонів, невимкнення мікрофонів у потрібний момент — усе це та багато іншого можуть призвести до певних «позаштатних» ситуацій, виправлення яких можливе лише завдяки голосу та словам.
Оскільки радіо-розмова є все ж розмовою, то в ній можуть бути response cries, при цьому вони та звичайні слова повністю замінюють собою жести-відповіді, які можуть траплятися у буденному face-to-face спілкуванні.

### The Presentation of Self in Everyday Life (Презентація себе в повсякденному житті)
Книга Ірвіна Гоффмана присвячена дослідженню взаємодії між індивідами. Вона охоплює всі аспекти комунікації між людьми. На розвиток драматургічної концепції помітний вплив здійснила теорія Бергера та Лукмана, з якої була запозичена значна кількість термінів, а її прототипом можна вважати теорію «дзеркального Я» Кулі. Знаковий термін для інтеракціонізму «комунікація» з'являється в працях Вільяма Джеймса та Джона Дьюї. Мід почав дослідження комунікації, став засновником інтеракціонізму і саме до цієї течії належав Гоффман, який поглибив знання в галузі комунікацій. Також його плюралістичність є продовженням традиції Джеймса з його «Плюралістичним Всесвітом».
«Взаємодія» за Гоффманом — це будь–яка комунікація між індивідами сам на сам («face-to-face») . Актор і аудиторія, між якими відбувається процес комунікації, — це основні складові взаємодії. Актор – це індивід, що грає свою роль, нав'язує потрібне йому враження на аудиторію. Аудиторія – це люди, перед якими актор презентує свою роль.
Автор виділяє два різновиди комунікації – довільна та недовільна.
Довільна комунікація – це надання інформації про себе аудиторії за допомогою загальних символів, жестів, мови.
Недовільна комунікація – це ті аспекти спілкування та дій індивіда, які йому непідконтрольні та видають його.
Між цими двома видами комунікації може відбуватись симетрія (відповідність довільних символів та дій недовільним) та асиметрія (протиріччя між цими двома видами комунікації).
Для вистави дуже важливим є робочий консенсус. Кожен індивід має власне бачення соціальної ситуації, але за робочим консенсусом усі конфлікти між різними баченнями ситуації стираються.
Будь–яка вистава має дві невід'ємні складові: фасад та закулісся.
Фасадом Гоффман називає безпосередню комунікацію між індивідами, те, що актор навмисне демонструє аудиторії, ті складові його ролі або ж факти, які підтверджують його партію.
Закулісся — це частина взаємодії, що є прихованою для аудиторії, місце, де актор готується до своєї вистави, продумує свої дії та набуває образу, що відповідає виставі, де актор може відпочити від ролей та партій, які він змушений грати.
Гоффман ділить акторів на два полюси за рівнем віри у свою роль. З однієї сторони актори, що щиро вірять в те, що вони демонструють реальний стан речей, а з іншої — ті, що усвідомлюють усю неправдивість своєї ролі, але продовжують її грати (задля досягнення певної індивідуальної чи групової мети).
Аналог театральної трупи в соціальній драматургії — це команда, тобто сукупність індивідів, зацікавлених у виконанні однієї партії, де кожен має власну роль, та які мають спільне закулісся.
Для вдалого виступу актори змушені вдаватись до:
1. контролю над емоціями через підбір відповідних жестів, символів;
2. ідеалізації своєї ролі перед аудиторією, тобто вони повинні максимально відповідати очікуванням аудиторії;
3. запобігання фактів, дій, що можуть скомпрометувати виконувану роль.

Для захисту свого виступу актори використовують такі захисні методи, як містифікація (дистанціювання від аудиторії, щоб вона не могла помітити або спричинити компрометувальні дії) та введення в оману.

## Визнання
1. Доктор юридичних наук, Університет Манітоби, 1976
2. Стипендія Гуггенхайма, 1977-78
3. Міжнародна премія за спілкування In Medias Res, 1978
4. Доктор єврейської літератури (DHL), Чиказький університет, 1979
5. Премію Міда-Кулі в галузі соціальної психології
6. Forms of Talk було номіновано на нагороду National Book Critics Circle, 1981